# شقاوة بنات (فلم)
شقاوة بنات فيلم مصري إنتاج عام 1963، قصة عدلي المولد، من إخراج طلعت علام.
تجسد سعاد حسني دور فتاة تعمل عند حسام (أحمد رمزي) الشاب المستهتر متعدد العلاقات وغير المسئول، ووالده. وفي يوم تتعرض للضرب عندهم فتهرب وتعود لأخوتها بالقاهرة وتعمل معهم في كافيتريا الجامعة، تتعاون مع زميلات لها لتنتقم من حسام فتجسد دور شخصية أخرى تتصل بالخطأ في منزل حسام ثم يتعرف عليها ويطلب مقابلتها وفي كل مرة تحدث مشكلة له إحداها هو تخلي بنت الباشا عنه. وقد كان والده يريده أن يتزوجها، وبعد عدة مرات يكتشف حسام أنها نفس الفتاة التي كانت تعمل لديهم وأنها كانت متنكرة.
ينتهي الفيلم بأن يتعلم حسام من أخطائه ويطلبها للزواج من أهلها البسطاء ويوافق أبوه في نهاية الفيلم على الزواج.

## تمثيل
- رشدي أباظة.
- حسن فايق.
- أبو بكر عزت.
- سميرة محسن.
- نوال أبو الفتوح.
- عدلي كاسب.
- سعاد حسني.
- أحمد رمزي.
- يوسف فخر الدين.

## روابط خارجية
- مقالات تستعمل روابط فنية بلا صلة مع ويكي بيانات